# Luc Gnacadja
Luc-Marie Constant Gnacadja, plus connu sous le nom de Luc Gnacadja est un architecte et homme politique béninois. Il est le deuxième Secrétaire exécutif de la Convention des Nations unies sur la lutte contre la désertification (UNCCD), poste qu'il a occupé pendant deux mandats entre 2007 et 2013.

## Carrière politique
Sous la présidence de Mathieu Kérékou, il était ministre de l'environnement, du logement, et de l'urbanisme de juin 1999 à février 2005. Gnacadja était le candidat du mouvement l'ENVOL aux élections présidentielles de mars 2006, où il a obtenu 0,68 % des votes, le plaçant au onzième rang.

## Carrière aux Nations unies
En septembre 2007, Gnacadja a été nommé secrétaire exécutif de la Convention des Nations unies sur la lutte contre la désertification par le secrétaire général de l'organisation Ban Ki-moon.

## Distinctions
En mars 2003, la Banque mondiale lui a décerné le Green Award de l'année 2002, qui récompense les meilleures actions en faveur du développement durable. 

## Note de référence
"Le développement c'est d'abord l'innovation"
Panel, blochallenge 29 Mars 2024

### Liens externes

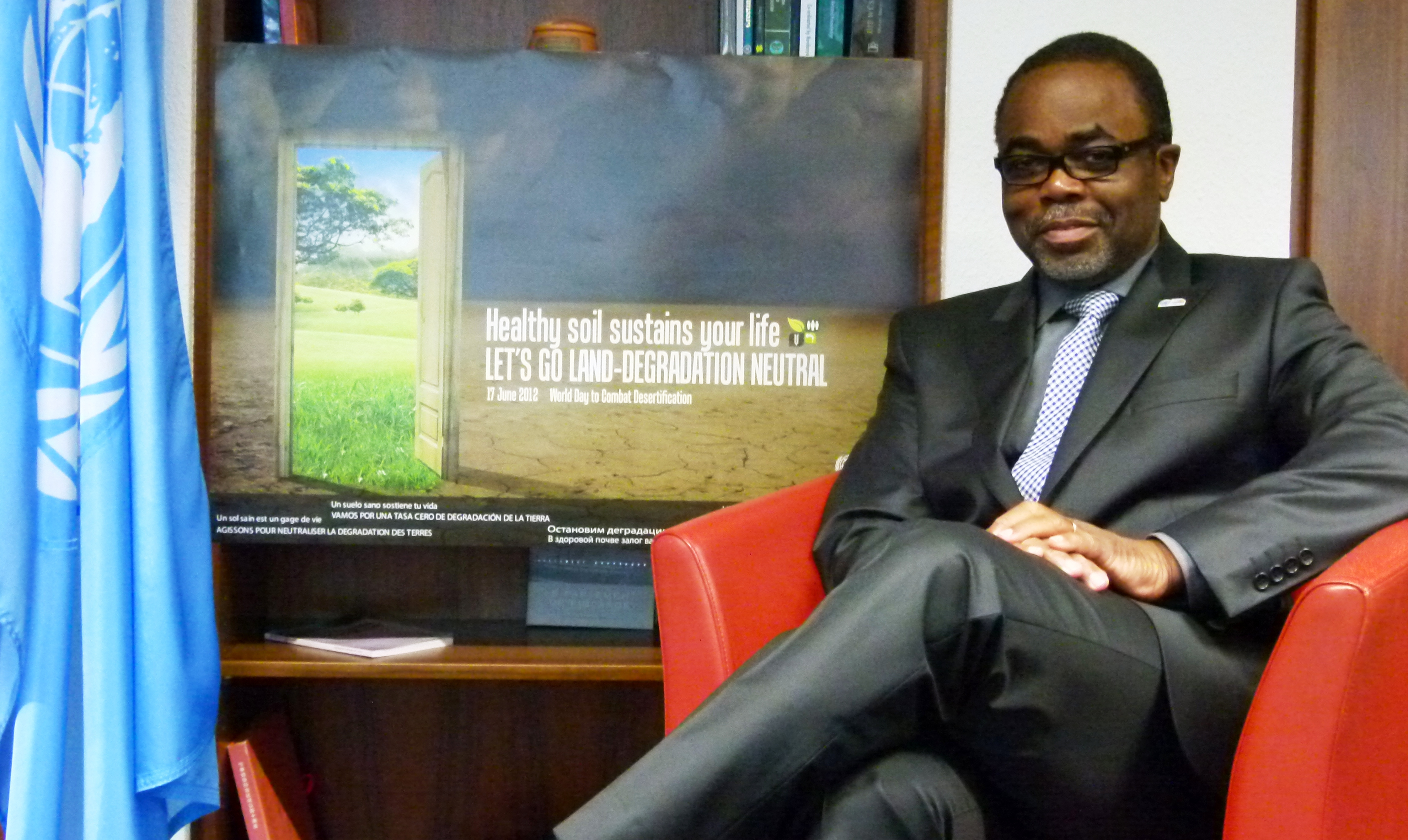
Ancien secrétaire exécutif de la Convention Luc Gnancadja.